# Jupiter Award
O Jupiter Award foi uma premiação anual destinada a obras escritas de ficção científica, concedido intermitentemente entre 1974 e 1978. As premiações para melhor romance, novela, noveleta e conto eram concedidas pelos Instructors of Science Fiction in Higher Education.

## Vencedores
| Ano  | Romance                                           | Novela                                               | Noveleta                                     | Conto                                                |
| ---- | ------------------------------------------------- | ---------------------------------------------------- | -------------------------------------------- | ---------------------------------------------------- |
| 1978 | A Heritage of Stars, por Clifford D. Simak        | In the Hall of the Martian King, por John Varley     | Time Storm, por Gordon R. Dickson            | Jeffty Is Five, por Harlan Ellison                   |
| 1977 | Where Late the Sweet Birds Sang, por Kate Wilhelm | Houston, Houston, Do You Read?, por James Tiptree Jr | The Diary of the Rose, por Ursula K. Le Guin | I See You, por Damon Knight                          |
| 1975 | The Dispossessed, por Ursula K. Le Guin           | Riding the Torch, por Norman Spinrad                 | The Seventeen Virgins, por Jack Vance        | The Day Before the Revolution, por Ursula K. Le Guin |
| 1974 | Rendezvous with Rama, por Arthur C. Clarke        | The Feast of St. Dionysus, por Robert Silverberg     | The Deathbird, por Harlan Ellison            | A Suppliant in Space, por Robert Sheckley            |